# Draeck
Draeck of de Draeck is de naam van een Zuid-Nederlandse notabele en adellijke familie.

## Geschiedenis
In 1781 verleende keizer Jozef II de titel baron aan Frédéric-Franciscus de Draeck (1710-1794), getrouwd met Marie-Lucie de Gage (° 1730) en vader van de twee hierna volgenden.

## Gaspar de Draeck
Gaspar Bernard Ghislain Charles de Draeck (Gent, 12 februari 1758 - 18 augustus 1831), licentiaat in de rechten, was onder het ancien régime heer van Ronsele. 
Hij speelde een belangrijke rol in de periode van de Brabantse Omwenteling. Hij behoorde in 1789 tot het 'Comiteyt Generael der Vereenigde Nederlanden', dat de onafhankelijkheid voorbereidde van de Oostenrijkse Nederlanden, die kort daarop tot stand kwam. Toen het met deze nieuwe staat verkeerd afliep, maakte de Draeck deel uit van het driemanschap dat door de Staten van Vlaanderen naar Den Haag werd gestuurd om er te onderhandelen met graaf Florimond Mercy d'Argenteau over de voorwaarden voor het herstel van de Oostenrijkse macht over de Zuidelijke Nederlanden. In 1793 was hij een van de gedeputeerden van de Staten van Vlaanderen, tijdens de korte periode van herstel (maart 1793 - juni 1794) van het Oostenrijkse gezag.
Hij trouwde met de zestienjarige Marie-Pulchérie de Baudequin (1781-1864), burgerlijk op 6 november 1797 en 's anderendaags clandestien tijdens een kerkelijke ceremonie, die plaatsvond in het ouderlijk huis. Ze hadden zes dochters, onder wie vier adellijk trouwden.
Hij werd in 1816, onder het Verenigd Koninkrijk der Nederlanden, erkend in de erfelijke adel met de titel baron overdraagbaar bij eerstgeboorte en benoemd in de Ridderschap van de provincie Oost-Vlaanderen. Hij werd kamerheer van koning Willem I der Nederlanden.

## Louis-Frederic de Draeck
Louis Frederic Ghislain Hubert de Draeck (Gent, 4 mei 1762 - 27 april 1838), broer van de hierboven gemelde, was hoogbaljuw van het Land en Markizaat van Rode. Hij trouwde in 1797 met Colette de Lauretan (1774-1844), dochter van graaf Jean-Baptiste de Lauretan d'Alembon. Ze kregen een dochter, Félicité de Draeck (1798-1855), die trouwde met senator Frédéric d'Ennetières (1789-1875).
Van 1811 tot 1817 was hij gemeenteraadslid van Gent. Hij werd in 1816, onder Verenigd Koninkrijk der Nederlanden, erkend in de erfelijke adel en benoemd in de Ridderschap van de provincie Oost-Vlaanderen.
Bij gebrek aan mannelijke nazaten doofde de familie De Draeck in 1897 uit.